# Giuseppe Del Rosso (generale)
Giuseppe Del Rosso (Cava de' Tirreni, 11 febbraio 1849 – Roma, 20 dicembre 1915) è stato un generale italiano, comandante generale dei Reali Carabinieri.

## Biografia
Nato a Cava dei Tirreni nel 1849, dopo l'unità d'Italia divenne allievo del collegio militare di Asti al quale si iscrisse dal 2 novembre 1863, entrando nella scuola militare di fanteria e cavalleria dal 23 luglio 1866. Promosso sottotenente, venne assegnato al 47º reggimento di fanteria dall'8 settembre 1867. Dopo aver frequentato la Scuola di Guerra nel 1877, ricoprì vari incarichi nel corpo dello Stato Maggiore, operando nel 2° e nel 3º corpo d'armata. Il 2 gennaio 1896 venne promosso colonnello ed assunse il comando dell'89º reggimento di fanteria.
Raggiunto il grado di maggiore generale il 16 aprile 1901, assunse l'incarico di comandante della brigata "Modena". Il 16 febbraio 1908 divenne tenente generale e, contestualmente, comandante della divisione militare di Messina, trovandosi a dover gestire la situazione complessa del tragico terremoto che investì la città il 28 dicembre 1908. Nominato comandante generale dell'arma dei carabinieri reali il 1º agosto 1909, resse l'incarico sino al 13 settembre 1914 quando venne posto in pensione.
Morì a Roma il 20 dicembre 1915.